# Rebild
Rebild est une commune du Danemark, dans la région du Jutland du Nord ; c’est également le nom de son chef-lieu et ville principale. La municipalité couvre une superficie de 625 km2 et compte une population d'environ 30 645 habitants en 2022.

## Historique

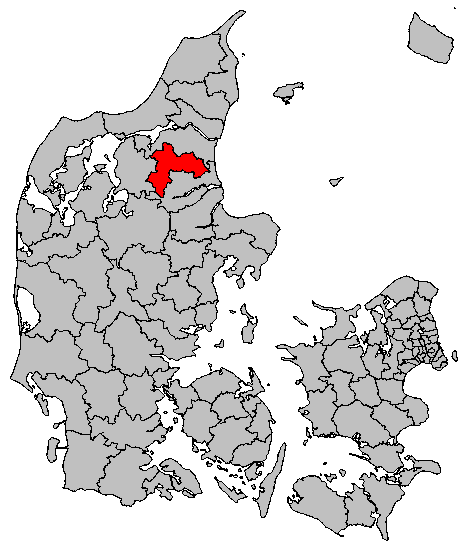
La commune de Rebild

L’actuelle commune de Rebild a été créée le 1er janvier 2007, à la suite d'une réforme communale, par la fusion des trois anciennes communes de Støvring, Skørping et Nørager, à l’exception de la paroisse d’Hannerupgård dans cette dernière, qui a été rattachée à la nouvelle commune voisine de Mariagerfjord.
| Période                                                       | Période  | Identité     | Étiquette | Qualité |
| ------------------------------------------------------------- | -------- | ------------ | --------- | ------- |
| 1er janvier 2007                                              | En cours | Anny Winther | Venstre   |         |
| Le mandat d’Anny Winther a été reconduit le 1er janvier 2010. |          |              |           |         |